# Promet Sjeverne Makedonije
Sjeverna Makedonija ima skromnu cestovnu i željezničku mrežu u skladu s nepogodnim reljefom. Jedinu veću zračnu luku ima Skoplje.

## Željeznica
Ukupna dužina pruga je 699 km (normalnog kolosijeka, 1.435-m), od čega je 233 km elektrificirano. Prema podacima iz 2001., nastavak pruge Kumanovo-Beljakovci prema bugarskoj granici je u izradi
Sjeverna Makedonija je prugom vezana i sa susjednim državama Srbijom i Grčkom, dok pruge prema Albaniji i Bugarskoj ne postoje (2001.).